# Gustaf Alexander Aminoff
Gustaf Alexander Aminoff, född 4 augusti 1876 i Kristinestad, död 28 oktober 1938 i Vasa, var en finländsk jurist, borgmästare, advokat och svenskspråkig poet.

## Biografi
Aminoff var son till vicehäradshövdingen och postförvaltaren Feodor Alexander Aminoff och Hilda Vilhelmina Stendahl. Han blev student vid Vasa lyceum(fi) år 1895 och avlade rättsexamen vid Helsingfors universitet 1902.
Åren 1902–1903 tjänstgjorde han som tillförordnad pormästare i Kaskö. År 1903 tvingades han lämna Finland av politiska skäl och vistades i USA fram till 1905. Efter återkomsten tjänstgjorde han som stadsfiskal och chef för stadspolisen i Jakobstad 1905–1906 och återvände därefter till Kaskö som ordinarie pormästare mellan 1907 och 1912.
Aminoff var medlem av stadsfullmäktige i Kristinestad 1914–1915. Därefter var han verksam som advokat: i Kaskö efter 1912, i Seinäjoki 1918–1927 och från 1927 i Vasa. Under Finska inbördeskriget 1918 var han skyddskårschef i Kristinestad och medlem i en kommitté som granskade upprorshändelserna.
Han avled i en hjärtattack på väg hem från rådstuvurätten i Vasa år 1938.

## Författarskap
Aminoff skrev poesi på svenska. Hans mest kända verk är Svanesång och korpalåt, utgiven i Kristinestad år 1902. Han har även översatt rysk poesi till svenska.